# Georges Didi-Huberman
Georges Didi-Huberman   (Saint-Étienne, 13 de juny de 1953) és un filòsof i historiador de l'art francès.

## Biografia
Georges Didi-Huberman va néixer el 13 de juny de 1953 a Saint-Étienne, en una família sefardita de Tunísia per part de pare i d'herència polonesa asquenazita per part de mare. La seva germana és l'actriu Évelyne Didi.
Ha estat professor a la Universitat Denis Diderot i des de 1990 ho és de l'École des Hautes Études en Sciences Sociales. També ha estat professor a diverses universitats i escoles superiors, com ara l'Acadèmia de França a Roma (Vil·la Mèdici) i resident a la Fundació Berenson de la Vil·la I Tatti a Florència.
Del  8 maig al 28 setembre de 2025 el CCCB a Barcelona ha exhibit l'exposició curada per ell “«En l'aire commogut...»: Imatge, emoció, utopia”, en la que Didi-Huberman “ret homenatge a Federico García Lorca i a la seva idea de duende. El títol de la mostra prové d’un vers del poema «Romance de la luna, luna», amb el qual Lorca iniciava el seu Romancero gitano. El vers («En el aire conmovido») fa referència a l’atmosfera que es genera entre nosaltres —observadors— i la imatge o obra d’art observada. És en aquest «aire» on té lloc l’emoció o el duende.”

## Guardons
Va rebre el Premi Theodor Adorno el 2015.
El juliol de 2017, Didi-Huberman va ser elegit membre corresponent de la British Academy (FBA), l'acadèmia nacional d'humanitats i ciències socials del Regne Unit.

## Obra publicada
- Invention de l’hystérie. Charcot et l’iconographie photographique de la Salpêtrière, Macula, 1982. ISBN 9782865890040
- Mémorandum de la peste. Le fléau d’imaginer, Christian Bourgois, 1983. ISBN 9782267018660
- La Peinture incarnée suivi du Chef-d'œuvre inconnu de Balzac, Minuit, 1985. ISBN 9782707310095
- Fra Angelico. Dissemblance et figuration, Flammarion, 1990. ISBN 9782081227750
- Devant l’image. Questions posées aux fins d'une histoire de l'art, Minuit, 1990. ISBN 9782707313362
- Ce que nous voyons, ce qui nous regarde, Minuit, 1992. ISBN 9782707314291
- Le Cube et le visage. Autour d’une sculpture d'Alberto Giacometti, Macula, 1992. ISBN 9782865890408
- Saint Georges et le dragon: versions d'une légende, Éd. Adam Biro, 1994. ISBN 9782876601390
- L'Empreinte du ciel, présentation des Caprices de la foudre, Éditions Antigone, 1994. ISBN 9782864323792
- La Ressemblance informe ou Le Gai Savoir visuel selon Georges Bataille, Macula, 1995. ISBN 9782865890521; reedició ampliada 2019. ISBN 9782865891122
- Phasmes. Essais sur l'apparition, Minuit 1998. ISBN 9782707316288
- L’Étoilement, sur Simon Hantaï, Minuit, 1998. ISBN 9782707316301
- La Demeure, la souche, sobre Pascal Convert, Minuit, 1999. ISBN 9782707316813
- Ouvrir Vénus. Nudité, rêve, cruauté, Gallimard, 1999. ISBN 9782070757206
- Devant le temps, Minuit, 2000. ISBN 9782707317261
- Être crâne, sobre Giuseppe Penone, Minuit, 2000. ISBN 9782707317070
- L’Homme qui marchait dans la couleur, sobre James Turrell, Minuit, 2001. ISBN 9782707317360
- Génie du non-lieu, sobre Claudio Parmiggiani, Minuit, 2001. ISBN 9782707317377
- L’Image survivante, Minuit, 2002. ISBN 9782707317728
- Ninfa moderna. Essai sur le drapé tombé, Gallimard, coll. « Art et Artistes », 2002. ISBN 9782070763757
- Images malgré tout, Minuit, 2004. ISBN 9782707318589
- Gestes d’air et de pierre, Minuit, 2005. ISBN 9782707319012
- Le Danseur des solitudes, sobre Israel Galván, Minuit, 2006. ISBN 9782707319586
- L'Image ouverte. Motifs de l'incarnation dans les arts visuels, Gallimard, 2007. ISBN 9782070779499
- La Ressemblance par contact, Minuit, 2008. ISBN 9782707320360
- Survivance des lucioles, Paris, Minuit (Paradoxe), 2009. ISBN 9782707320988
- L'Œil de l'histoire
  - Tom 1 : Quand les images prennent position, Minuit, 2009. ISBN 9782707320377
  - Tom 2 : Remontages du temps subi, Minuit, 2010. ISBN 9782707321367
  - Tom 3 : Atlas ou le Gai savoir inquiet, Minuit, 2011. ISBN 9782707322005
  - Tom 4 : Peuples exposés, peuples figurants, Minuit, 2012. ISBN 9782707322654
  - Tom 5 : Passés cités par JLG, Minuit, 2015. ISBN 9782707328489
  - Tom 6 : Peuples en larmes, peuples en armes, Minuit, 2016. ISBN 9782707329622
- Écorces, Minuit, 2011. ISBN 9782707322203
- L'Album de l'art à l'époque du « Musée imaginaire », Éditions Hazan, 2013. ISBN 9782754106856
- Sur le fil, Minuit, 2013. ISBN 9782707322821
- Blancs soucis, Minuit, 2013. ISBN 9782707322838
- Phalènes. Essais sur l'apparition, volum 2, Minuit, 2013. ISBN 9782707323279
- Quelle émotion ! Quelle émotion ?, Bayard, 2013. ISBN 9782227486805
- La Traversée, fotigrafies de Mathieu Pernot, texte de Georges Didi-Huberman, Le Point du Jour, Jeu de Paume, 2014. ISBN 9782912132789
- Sentir le Grisou, Minuit, 2014. ISBN 9782707323392
- Essayer voir, Minuit, 2014. ISBN 9782707323651
- Sortir du noir, Minuit, 2015. ISBN 9782707329462
- Ninfa fluida. Essai sur le drapé-désir, Gallimard, coll. « Art et Artistes », 2015. ISBN 9782070107568
- Ninfa profunda. Essai sur le drapé-tourmente, Gallimard, coll. « Art et Artistes », 2017. ISBN 9782916623047
- Passer, quoi qu'il en coûte, amb Niki Giannari, Minuit, 2017. ISBN 9782707343901
- À livres ouverts, Paris, Éditions de l'INHA, coll. « Dits », 2017. ISBN 9782917902417
- Aperçues, Minuit, 2018. ISBN 9782707343345
- Ninfa dolorosa. Essai sur la mémoire d'un geste, Gallimard, coll. « Art et Artistes », 2019. ISBN 9782072821523
- Désirer désobéir. Ce qui nous soulève, volum 1, Minuit, 2019. ISBN 9782707345226
- Pour commencer encore, diàleg amb Philippe Roux, Argol, coll. « Les Singuliers », 2019. ISBN 9782370690173
- Éparses. Voyage dans les papiers du Ghetto de Varsovie, Minuit, 2020. ISBN 9782707346056
- Futurs antérieurs, fotografies de Jacqueline Salmon, Loco, 2021. ISBN 9782843140372
- Imaginer recommencer. Ce qui nous soulève, volum 2, Minuit, 2021. ISBN 9782707346995
- Le témoin jusqu'au bout. Une lecture de Victor Klemperer, Minuit, 2022. ISBN 9782707347541
- Pour quoi obéir ?, Bayard, 2022. ISBN 9782227500693
- Brouillards de peines et de désirs. Fait d'affects, 1, Minuit, 2023. ISBN 9782707348159
- La ressemblance inquiète, volum 1, Gallimard, coll. « Art et Artistes », 2023. ISBN 9782073000927
- Tables de montage, Institut Mémoires de l'Édition Contemporaine, 2023. ISBN 9782359430417